# طوفان ژئومغناطیسی

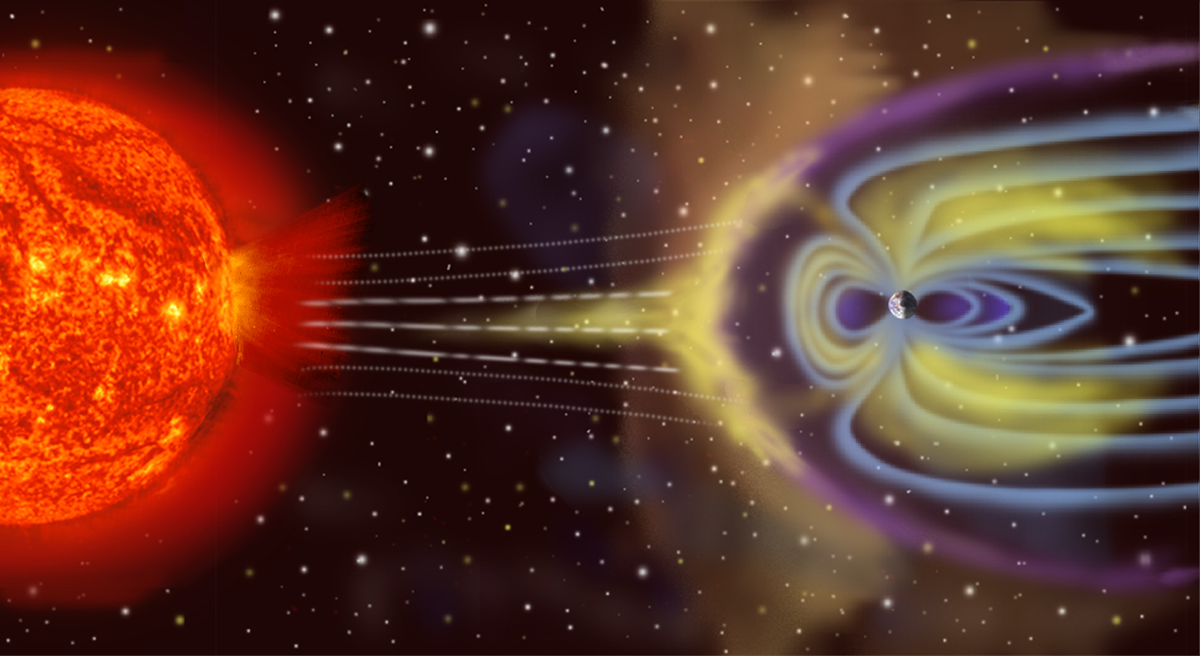
انگاشت هنری تعامل باد خورشیدی با مگنتوسفر زمین. (مقیاس‌ها دقیق نیست)

طوفان ژئومغناطیسی (به انگلیسی: Geomagnetic Storm)، توفان زمین‌مغناطیسی یا توفان مغناطیسی یک اختلال موقتی مغناطیس‌سپهر زمین است که از لرزش موج باد خورشیدی یا ابر میدان مغناطیسی است که با میدان مغناطیسی زمین تعامل دارد.
ابرهای گاز داغی که در فوران‌های تاج خورشیدی از خورشید خارج می‌شوند، طوفانی از ذرات یونیزه پرانرژی را تشکیل می‌دهند که می‌تواند ماهواره‌ها را بسوزاند، شبکه‌های انتقال برق و مخابرات را با اختلال روبرو کند و فضانوردان را به کام مرگ بفرستد. پیش‌بینی این طوفان‌ها کار آسانی نیست، زیرا هر فورانی در تاج خورشیدی به وقوع طوفان ذرات منجر نمی‌شود. اخترشناسان حدس می‌زنند چاشنی وقوع این طوفان، جهت‌گیری میدان مغناطیسی ابر فوران یافته باشد.
خورشید ستاره‌ای فعال از دیدگاه مغناطیسی است. یک میدان مغناطیسی توانا دارد که سال به سال اندکی سویش تغییر می‌کند تا اینکه هر یازده سال وارون می‌شود. میدان مغناطیسی خورشید دارای اثرهای بسیاری است که به مجموعهٔ آن‌ها فعالیت خورشیدی گفته می‌شود. حلقه‌های میدان مغناطیسی در سطح خورشید فوران می‌کند و در نتیجه لکه و زبانهٔ خورشیدی پدید می‌آید. میدان مغناطیسی خورشید بسیار فراتر از خود خورشید را هم دربر می‌گیرد.
به دنبال رخ‌دادن پدیده‌ای انفجاری در خورشید، باد خورشیدی با سرعت و شدت بیشتری می‌وزد و ذرات باردار پرانرژی را روانهٔ فضای منظومه شمسی می‌کند. وقتی این ذرات به زمین می‌رسند و با میدان مغناطیسیِ آن برهم کنش می‌کنند، طوفان خورشیدی رخ می‌دهد. بر این اساس وقوع پدیده‌ای مانند شفق قطبی به معنی رخ دادن طوفان خورشیدی است و نشانه‌ای از فعالیت مغناطیسی خورشید در یکی دو روز قبل است.
در هر صورت این فعالیت‌ها پدیده‌های مغناطیسی هستند که منبع آن‌ها فعالیت خورشیدی است. در حال حاضر تنها می‌توان ۳۰ تا ۶۰ دقیقه قبل از وقوع طوفان مغناطیسی به پیش‌بینی آن پرداخت که زمان بسیار کمی است و اطلاع‌رسانی‌های عمومی شایعاتی بیش نمی‌باشد و طوفانی که خسارات جبران ناپذیری به بار آورد در میان فعالیت‌های خورشیدی که روزانه میلیاردها ذره را با بادهای خورشیدی می‌پراکند بسیار کم است و درصورت بروز طوفان مهیب تنها با خاموش کردن گوشی و دستگاه‌های ارتباطی نمی‌توان اثرات مخرب آن را خنثی کرد، حال آنکه باید دانست خورشید با هر بادی که از سطح آن عبور می‌کند و به اصطلاح طوفان خورشیدی خوانده می‌شود خطری برای زمین و سایر سیارات محسوب نمی‌شود.
این برهم کنش و خمیدگی میدان مغناطیسی کره زمین که بر اثر برخورد این ذرات پر انرژی با آن صورت می‌گیرد باعث ایجاد یک تغییر شار ناگهانی می‌شود که این پدیده سال‌های سال و میلیاردها سال قبل نیز در کرهٔ زمین به وجود می‌آمده است ولی به دلیل اینکه در گذشته بشر وجود نداشته یا به تکنولوژی ساخت «سیم راست» و «سیم پیج» رسانا دست نیافته بوده خطر بالفعلی به حساب نیامده و هیچ‌گاه حیات کره زمین را تهدید نکرده است ولی طی ۲۰۰ سال گذشته با به‌کارگیری خطوط کابل مسی جهت ارسال برق یا مخابرات و وابستگی هر چه بیشتر نوع بشر به این تجهیزات این پدیده به عنوان یک خطر بالقوه در مقیاس جهانی شناخته شده است.

## تأثیر بر زندگی انسان‌ها
نخستین شواهد موجود مبتنی بر اثرات طوفان ژئومغناطیسی بر مصنوعات بشری به اواسط قرن نوزدهم بازمی‌گردد. شبکهٔ سراسری تلگراف در بریتانیا در طول طوفان ژئومغناطیسی سال‌های ۱۸۴۷ و ۱۸۵۹ از کار افتاد. پس از این رویدادها، بارها و بارها اختلال عملکرد خطوط تلگراف تلفن در طول طوفان‌های مغناطیسی مشاهده شد. به عنوان مثال در سال‌های ۱۹۲۱ و ۱۹۵۸ جریان القایی در خطوط تلگراف منجر به آتش‌سوزی در سوئد شد. در فوریهٔ سال ۱۹۵۸ به علت طوفان مغناطیسی، ارتباط مخابراتی میان‌قاره‌ای اروپا و آمریکا قطع شد. نخستین شواهد مبتنی بر اثرهای طوفان‌های مغناطیسی بر خطوط انتقال انرژی مربوط به سال ۱۹۴۰ در آمریکای شمالی است. در طی یک طوفان مغناطیسی بزرگ که منجر به نوسانات ولتاژی در طول خط انتقال شد، ترانسفورماتورهای خط از کار افتاده و به دنبال آن خط انتقال برق قطع شد. قطع ارتباط خطوط انتقال آمریکای شمالی، در زمان طوفان‌های مغناطیسی به دفعات گزارش شده است. معروف‌ترین این وقایع به ۱۳ مارس ۱۹۸۹ برمی‌گردد. در اثر طوفان، ترانسفورماتورهای نیروگاه هیدرو در کِبِک اشباع شده و نیروگاه به‌طور خودکار از شبکه خارج شد. خروج این نیروگاه از شبکهٔ برق منطقهٔ کبک منجر به اختلالات ولتاژی و فرکانس در شبکه شد و در نهایت بر اثر یک سری وقایع پی در پی، کبک به مدت ۹ ساعت در خاموشی مطلق فرورفت.
البته این موارد هرچه به قطب‌ها نزدیک‌تر می‌گردیم تأثیرات بیشتری دارند؛ برای مثال اگر دقت کنیم دو واقعهٔ یکی در قرن ۱۹ و دیگری در قرن ۲۰ میلادی هر دو باعث ویرانی‌های بیشتر در کشورهایی شدند که فاصلهٔ کمتری از قطب‌ها داشتند و این به دلیل همان نیرویی است که زمین بر ذرات باردار وارد می‌کند؛ هرچه ذرهٔ باردار خورشیدی به سمت نزدیک‌تری از قطب‌ها قرار گیرد نیروی وارده به زمین بیشتر بوده و بر این اساس تأثیر بیشتری خواهد داشت.